# Кордейру, Руй
Руй Педру Годинью Кордейру (порт. Rui Pedro Godinho Cordeiro, родился 14 октября 1976 года в Фигейра-да-Фоше) — португальский регбист, выступавший на позиции пропа.

## Биография
Выступал за регбийный клуб «Академика» из Коимбры, с которым выигрывал Первый дивизион Португалии в сезонах 1998/1999 и 2006/2007, а также становился чемпионом Португалии в сезоне 2003/2004.
За сборную Португалии по регби сыграл 46 матча, дебютировав 3 февраля 2002 года против сборной Румынии в Бухаресте. В 2007 году в составе сборной участвовал в своём первом и единственном чемпионате мира: со своим весом в 138 кг был одним из наиболее тяжёлых игроков на турнире. 15 сентября 2007 года в матче против Новой Зеландии при счёте 52:3 в пользу «Олл Блэкс» он занёс единственную попытку португальцев на турнире благодаря молу, однако для принятия окончательного решения судье тогда потребовался видеоповтор. По окончании турнира официально завершил игровую карьеру.
Вне регби — дипломированный врач-ветеринар.